# Championnat de Tunisie masculin de handball 1961-1962
Navigation
Saison précédente Saison suivante
La saison 1961-1962 du championnat de Tunisie masculin de handball est la septième édition de la compétition. Entamée après les évènements de la crise de Bizerte, elle enregistre la dissolution du champion sortant, l'Union sportive tunisienne, à la suite d'une vague d'émigration juive. Puis, en cours de saison et juste après la première journée retour, l'Effort sportif arrête ses activités. L'Association sportive des PTT, qui n'a enregistré qu'une seule défaite face à son principal concurrent, l'Espérance sportive de Tunis, remporte le championnat puis la coupe de Tunisie contre le même adversaire. La rétrogradation est annulée. 

## Clubs participants
| - Espérance sportive de Tunis - Effort sportif - Association sportive des PTT - Stade soussien - Club africain | - Zitouna Sports - Al Mansoura Chaâbia de Hammam Lif - Avenir musulman - Croissant sportif bizertin |

## Compétition

### Classement
Le barème de points servant à établir le classement se décompose ainsi :
- Victoire : 3 points
- Match nul : 2 points
- Défaite : 1 point
- Forfait : 0 point

| Classement | Équipe                             | Points | Matchs | Victoires | Nuls | Défaites |
| ---------- | ---------------------------------- | ------ | ------ | --------- | ---- | -------- |
| 1          | Association sportive des PTT (C)   | 40     | 14     | 13        | 0    | 1        |
| 2          | Espérance sportive de Tunis (P, C) | 36     | 14     | 10        | 2    | 2        |
| 3          | Al Mansoura Chaâbia de Hammam Lif  | 36     | 14     | 11        | 0    | 3        |
| 4          | Club africain                      | 29     | 14     | 7         | 1    | 6        |
| 5          | Stade soussien                     | 25     | 14     | 5         | 2    | 7 (1F)   |
| 6          | Avenir musulman (P)                | 22     | 14     | 4         | 0    | 10       |
| 7          | Zitouna Sports                     | 18     | 14     | 2         | 0    | 12       |
| 8          | Croissant sportif bizertin (P)     | 17     | 14     | 1         | 1    | 12       |
| 9          | Effort sportif                     | FG     | 0      | 0         | 0    | 0        |

### Division 2
Le championnat de seconde division est scindé en poules Nord et Sud. Des barrages sont organisés avec la participation des deux premiers de chaque poule, et ce sont les représentants de la poule Nord, le Club athlétique du gaz et le Club sportif des cheminots, qui les remportent et accèdent en division nationale.

#### Poule Nord
| Classement | Équipe                             | Points |
| ---------- | ---------------------------------- | ------ |
| 1          | Club athlétique du gaz             | 39     |
| 2          | Club sportif des cheminots         | 35     |
| 3          | Stade nabeulien                    | 34     |
| 4          | Association sportive de Montfleury | 32     |
| 5          | Jeunesse sportive omranienne       | 28     |
| 6          | Association sportive des traminots | 25     |
| 7          | Avant-garde de Tunis               | 22     |
| 8          | Club sportif goulettois            | 19     |
| 9          | La Musulmane                       | 16     |
| 10         | Stade africain de Menzel Bourguiba | FG     |

#### Poule Sud
| Classement | Équipe                         |
| ---------- | ------------------------------ |
| 1          | Union culturelle de Sfax       |
| 2          | En-Nahdha sportive de Sfax     |
| 3          | Sfax railways sports           |
| 4          | Association sportive de Djerba |
| 5          | Club tunisien                  |
| 6          | Club sportif de Jebiniana      |
| 7          | Patriote de Sousse (FG)        |

## Champion
- Association sportive des PTT
  - Entraîneur : Sadok Lahmadi
  - Effectif : Hassen Mejri et Salah Boukraâ[1] (GB), Abdelaziz Mzoughi, Abdelhamid Aoun, Othman Gmati[2], Youssef Gadhoum, Mouldi Ayari, Gilbert Merzouk, Sadok Lahmadi, Toumi[Qui ?], Trabelsi[Qui ?]